# Heinrich Balthasar Roth
Heinrich Balthasar Roth auch: Rothius (* 4. Dezember 1639 in Gera oder Gehren; † 9. Oktober 1689 in Jena) war ein deutscher Rechtswissenschaftler.

## Leben
Roth war der Sohn des gräflich schwarzburgischen Gemeinschaftsrats Laurentius Andreas Roth (* 17. Mai 1608–22. April 1675) und dessen Frau Susanna Margaretha Schulte († 27. Dezember 1655). Nachdem er die Fundamente seiner Bildung an der Schule seiner Geburtsstadt gelegt hatte, besuchte er das Gymnasium in Arnstadt. Am 20. November 1657 bezog er die Universität Jena, um sich dem Studium der Rechte zu widmen. 1663 promovierte er unter Georg Adam Struve zum Doktor der Rechte. Danach zog er nach Arnstadt, wo er Hofrat des Grafen Christian Günther von Schwarzburg wurde. Am 5. Mai 1676 wurde er zum Professor der Rechte in Jena ernannt und wurde Assessor des Hofgerichts und Schöppenstuhls. In seiner Eigenschaft als Jenaer Hochschullehrer beteiligte er sich auch an den organisatorischen Aufgaben der Salana. So war er mehrfach Dekan der Juristenfakultät und im Sommersemester 1680 Rektor der Alma Mater.

## Familie
Roth verheiratete sich am 26. April 1664 in Arnstadt mit Regina Margaretha Heden (* 15. Juni 1646 in Arnstadt; † 23. November 1693 in Jena), die Tochter des schwartzburgischen Kanzlers in Arnstadt Hieronymus Heden(us) (* 6. November 1593 in Arnstadt; † 26. Dezember 1670 ebd.) und dessen 1642 geheirateten zweiten Frau Beata Catharina Frick. Aus der Ehe stammen Kinder. Von diesen kennt man:
- Hieronymus Andreas Roth (get. 8. Februar 1665 in Arnstadt; † 23. November 1693 Luckau/Niederlausitz) Stadtsyndicus verh. 1. August 1687 in Jena mit Barbara Catharina Vockeroth (* 8. Dezember 1671, † 16. Juli 1699 in Arnstadt)
- Catharina Margaretha Roth (* August 1666 in Arnstadt; begr. 25. April 1679 in Jena)
- Regina Christina Roth (get. 21. November 1667 in Arnstadt; begr. 17. Juni 1673 ebd.)
- Maria Roth (* 1669 in Arnstadt; begr. 6. November 1687 in Jena)
- Heinrich Christian Roth (get. 9. März 1670 in Arnstadt; begr. 23. Januar 1709 ebenda) Advokat Arnstadt
- Clara Sophia Roth (get. 8. September 1671 in Arnstadt; begr. 9. März 1711 ebd.)
- Regina Sabina Roth (get. 25. August 1673 in Arnstadt; † 1730 ebd.) verh. 16. Juni 1706 in Arnstadt mit Georg Christoph Melchior von Zuanna (* 23. September 1656 in Oedenburg (Ungarn); begr. 4. August 1715 in Arnstadt) Advokat und Syndicus in Arnstadt
- Volkmar Laurentius Roth (get. 11. August 1675 in Arnstadt; † 23. Oktober 1691 ebd.)
- Johann Caspar Roth (get. 1. Juli 1677 in Arnstadt; begr. 14. September 1677 in Jena)
- Johann Gottfried Roth (get. 22. Januar 1679 in Jena; begr. 2. Mai 1722 in Arnstadt) Advokat Arnstadt
- Susanna Margaretha Roth (get. 23. September 1681 in Jena; † 15. Oktober 1747 in Arnstadt) verh. 28. Februar 1715 in Arnstadt mit dem Arnstädter Mediziner Ernst Eusebius Richter (* 1659 in Arnstadt, † 20. April 1740 ebd.)
- Christoph Adolph Roth (get. 7. März 1684 in Jena; begr. 15. Mai 1738 in Kranichfeld) verh. 12. August 1715 in Blankenheim mit Johanna Dorothea Catharina Heden (* 7. Juni 1695 in Arnstadt; begr. 17. Januar 1746 in Kranichfeld)

## Werke (Auswahl)
- Dissertatio ethica de spontaneo et invito. Jena 1659 ().
- De patientia. Jena 1661 (reader.digitale-sammlungen.de).
- Disputatio Inauguralis Juridica De Poenitentia Et Voluntatis Mutatione. Jena 1663 (reader.digitale-sammlungen.de).
- Disputationem De Occisore Impuni, Primam. Jena 1676 (archive.thulb.uni-jena.de).
- Disputatio Inauguralis Iuridica De Iure Praecipui. Jena 1676 (archive.thulb.uni-jena.de).
- Diss. iur. de imperio paris in parem. Jena 1677 (reader.digitale-sammlungen.de).
- Disp. de fideiussoribus delinquentium. Jena 1677 (reader.digitale-sammlungen.de), Jena 1745 (reader.digitale-sammlungen.de).
- Disputatio Inauguralis Iuridica, De Confiscatione Statutaria. Jena 1678 (archive.thulb.uni-jena.de).
- Discursum Iuridicum, De Eo quod iustum est Circa Domum Cuiusque Propriam Et Suam. Jena 1678 (gdz.sub.uni-goettingen.de).
- Jura Sepulcrorum. Jena 1678 (digital.slub-dresden.de).
- Disp. inaug. iur.œde interventione tertii. Jena 1678 (reader.digitale-sammlungen.de).
- Disputationem Legalem Academicam De Periculo Et Commodo In Emptione Vini. Jena 1678 (reader.digitale-sammlungen.de).
- Diss. inaug. iur.œde laudemiis. Jena 1679 (reader.digitale-sammlungen.de).
- Vindemia Legalis, Qua Casus Practicus De Vini Novi Legato, Per Quaestiones aliquot controversas resolvitur. Jena 1679 (archive.thulb.uni-jena.de).
- Disputatio Inauguralis De Potestate Domini Territorii, Et Relativa Subditorum Obligatione. Jena 1679 (archive.thulb.uni-jena.de), Jena 1752 (reader.digitale-sammlungen.de).
- Disputatio Iuridica De Paraphernalibus Uxorum Bonis. Jena 1680 (gdz.sub.uni-goettingen.de).
- Disputatio Inauguralis De Remedio Revisorio Adversus Sententias Camerae Imperialis. Jena 1680 (digitale.bibliothek.uni-halle.de) Unter dem Titel: Commentatio De Remedio Revisorio Adversus Sententias Camerae Imperialis. Leipzig 1755 (digital.slub-dresden.de).
- Disp. inaug. de praescriptione rerum quae sunt merae facultatis. Jena 1680 (reader.digitale-sammlungen.de).
- De Resignatione Dominii Iudiciali. Jena 1681 (archive.thulb.uni-jena.de).
- De actione in factum ex iureiurando. Jena 1681 (reader.digitale-sammlungen.de).
- Disputatio Inauguralis Iuridica De Characteribus. Jena 1682 (archive.thulb.uni-jena.de).
- Specimen Hoc Academicum De Commerciis Institoriis vulgo Factorey oder Commission-Handlungen. Jena 1682 (archive.thulb.uni-jena.de), Wittenberg 1741 (reader.digitale-sammlungen.de).
- Disputatio Inauguralis Iuridica, De Hominis Mortui Sepultura Prohibita. Jena 1683 (archive.thulb.uni-jena.de).
- Diss. iur. de sumptibus convivii nuptialis, von Hochzeit- und Beylager-Kosten. Jena 1683 (reader.digitale-sammlungen.de), Jena 1727 (reader.digitale-sammlungen.de), Halle (Saale) 1746 (reader.digitale-sammlungen.de).
- Iura Fideiussoris convenire volentis Principalem Debitorem antequam ipse solvit : Occasione Cap. Final. Extr. De Fideiussoribus. Perfunctorie adumbrata. Jena 1684 (archive.thulb.uni-jena.de).
- Disp. inaug. iur.œdecadem casuum practicorum resolutorum circa materiam hypothecariae actionis continens. Jena 1684 (Resp. Andreas Wege, reader.digitale-sammlungen.de)
- Disputatio Inauguralis Ad L. Si et me & Titium XXXII. ff. de Reb. Credit. Jena 1685 (archive.thulb.uni-jena.de).
- Disputatio Iuridica Decadem Casuum Practicorum Resolutorum, Circa materiam Ususfructus, Continens. Jena 1685 (archive.thulb.uni-jena.de).
- Exercitium Inaugurale De Exceptione Intentionis Seu Facti. Jena 1685 (reader.digitale-sammlungen.de).
- De Emeritis. Von Alt-Wohlverdienten Leuten. Jena 1686 (reader.digitale-sammlungen.de).
- Diss. inaug. iur.œde concordia. Jena 1687 (reader.digitale-sammlungen.de).
- Disputatio Inauguralis De Feudo Mere Haereditario. Jena 1687 (archive.thulb.uni-jena.de).
- Disp. inaug. iur. de novalibus, von Rödtern. Jena 1687 (reader.digitale-sammlungen.de), Jena 1759 (reader.digitale-sammlungen.de), Jena 1759 (reader.digitale-sammlungen.de).
- Dissertatio Inauguralis De Falsa Moneta. Jena 1688 (archive.thulb.uni-jena.de), Jena 1737 (reader.digitale-sammlungen.de).
- Dissertatio Inauguralis Iustinianea De Creditore Creditoris Et Debitoris Debitore. Jena 1688 (archive.thulb.uni-jena.de)
- Cautionem de non offendendo. Jena 1688 (reader.digitale-sammlungen.de) Jena 1745 (reader.digitale-sammlungen.de).
- Diss. inaug. de reticentia. Jena 1688 (reader.digitale-sammlungen.de).